# Dacre, North Yorkshire
Dacre är en ort och civil parish  i Storbritannien.   Den ligger i grevskapet North Yorkshire och riksdelen England, i den centrala delen av landet, 300 km norr om huvudstaden London. Dacre ligger 175 meter över havet och antalet invånare är 658.
Terrängen runt Dacre är platt åt sydost, men åt nordväst är den kuperad. Runt Dacre är det ganska tätbefolkat, med 120 invånare per kvadratkilometer. Närmaste större samhälle är Harrogate, 13,4 km sydost om Dacre. Trakten runt Dacre består i huvudsak av gräsmarker.